# Gymnoscelis tanaoptila
Gymnoscelis tanaoptila is een vlinder uit de familie van de spanners (Geometridae). De wetenschappelijke naam van de soort is voor het eerst geldig gepubliceerd in 1907 door Turner.